# Ezra Hounsfield Riley
Ezra Hounsfield Riley (5 de juny de 1866 - 5 de gener de 1937) va ser un polític i ramader canadenc de la ciutat d'Alberta, Canadà. Va formar part de l'Assemblea Legislativa d'Alberta de 1906-1910.

## Primers anys
Va néixer el 1866 a Yorkville (aleshores un suburbi de Toronto, Canadà). Va posseir grans extensions de terres que va vendre a la ciutat de Calgary el 1904. El terreny es va convertir en la històrica comunitat Hillhurst-Sunnyside al nord-oest del centre de la ciutat.

## Eleccions parcials de 1906
Riley va sortir elegit a l'Assemblea Legislativa d'Alberta en una elecció puntual per al Partit Liberal d'Alberta el 7 de desembre de 1906. Seria reelegit a un segon mandat a les eleccions generals de l'Alberta de 1909.

## Resignació i derrota
Després d'un any del seu segon mandat, va renunciar al seu escó per protestar contra el lideratge d'Arthur Sifton, que es va convertir en líder del partit liberal arran de l'escàndol ferroviàri. Riley sortiria a les eleccions subsecuents posteriors el 3 d'octubre de 1910. Els conservadors no van presentar cap candidat en aquelles eleccions secundàries en lloc de triar donar suport a Riley.

Explicant la seva renúncia en un discurs memorable el 30 de setembre de 1910, Riley va a dir 
| « | Et dic, sóc liberal, però crec en la marca del liberalisme per i per a la gent. No tinc por de la gent i no podria continuar assegut a la casa d'Edmonton sense donar la possibilitat a la gent d'expressar-se. | » |

El dia de les eleccions, Riley va ser derrotada per 100 vots en una contesa de les eleccions i amargament disputada amb acusacions de llistes de vots manipulades.
El seu germà Harold Riley acabaria guanyant el districte pels conservadors en una altra elecció gairebé exactament un any després.

## Honors
Riley Park, a Calgary, Alberta, el lloc on es trobava al seu antic ranxo és nomenat en honor seu.